# Brugmansia pittieri
Brugmansia pittieri es una especie de planta leñosa perenne del género Brugmansia perteneciente a la familia de las solanáceas. Es endémica de Ecuador.

## Distribución y hábitat
Es originaria de las tierras altas en las regiones montañosas de la cordillera de los Andes de América del Sur se puede encontrar en Ecuador, Colombia, Perú y Venezuela. También se ha trasplantado a través de México y América Central y con frecuencia es confundida con la Datura.

## Usos mágicos
Durante miles de años, los chamanes han usado la trompeta del ángel de oro como un sacramento en sus rituales y ceremonias. Se creía que al consumir un té hecho de las flores del chamán puede comunicarse con el mundo espiritual, para luchar contra las fuerzas del mal y forjar una unión espiritual con sus antepasados. Tribus como el Canelo, chibcha, choco, guambiano, Ingano, jíbaros, Kamsa, Mapuche y Muisca han utilizado esta planta para llamar a los muertos, predecir el futuro, disciplinar a los niños revoltosos, y se le dio incluso a los niños en la creencia de que durante su estupor ebrio que tenían más probabilidades de encontrar oro.

## Usos medicinales
Parece que casi todas las tribus de la región tuvo un uso diferente medicinal de esta planta mágica, la más destacada fue utilizado para tratar el reumatismo y la artritis. También se ha utilizado para tratar el dolor de garganta, dolores estomacales causadas por gusanos parásitos, para limpiar las heridas infectadas de pus, y para ayudar a calmar los intestinos irritados y reducir la flatulencia. Debido a los muchos efectos secundarios indeseables no existen usos medicinales aceptados de esta planta en la actualidad, aunque hay usos farmacéuticos para la escopolamina pura.

## Sinónimos
- Brugmansia pittieri Lagerh
- Datura affinis Saff.
- Datura pittieri (Lagerh.) Saff.[1]